# Molophilus retrorsus
Molophilus retrorsus är en tvåvingeart som beskrevs av Alexander 1939. Molophilus retrorsus ingår i släktet Molophilus och familjen småharkrankar. Inga underarter finns listade i Catalogue of Life.